# Lene Axelsen
Lene Axelsen (født 10. juli 1946) er en dansk skuespiller og balletdanser.
Axelsen er uddannet fra Hamburgische Staatsoper i 1965 og blev balletdanser samme sted 1965-1968. Hun var balletdanser ved Opernhaus Hannover frem til 1970, og blev uddannet skuespiller fra Niedersächsisches Staatstheater i Hannover i 1973.

## Filmografi
- Piger i trøjen (1975)
- Skytten (1977)
- Øjeblikket (1980)
- Lad isbjørnene danse (1990)

### Tv-serier
- En by i Provinsen (1977-1980)
- Matador (1978-1981)
- 2900 Happiness (2007)